# Fratelli Zacchini
Edmondo Zacchini (27 marzo, 1894 – 3 ottobre 1981) e 
Hugo Zacchini (Santa Ana, 20 ottobre 1898 – San Bernardino, 20 ottobre 1975) sono stati dei circensi italiani.

## Biografia

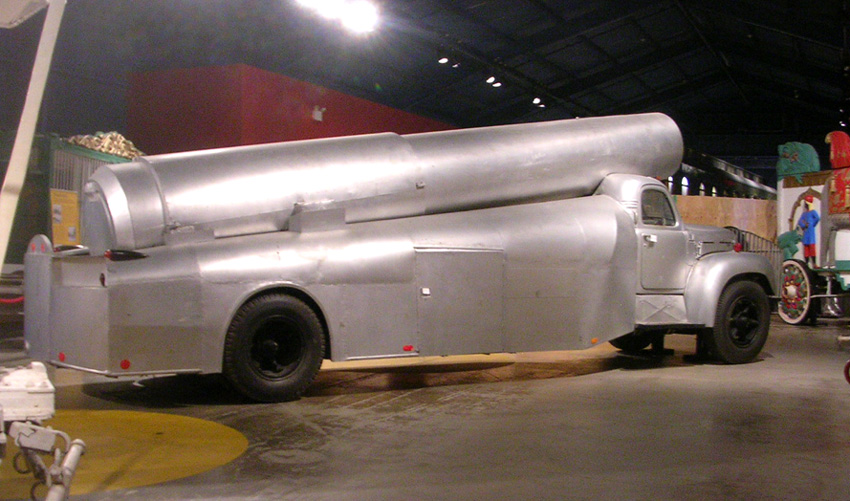
Cannone usato dai fratelli Zacchini per il numero dell'uomo cannone.

Figli di Ildebrando Zacchini (1868-1948), facevano parte di una numerosa famiglia italiana originariamente residente a Tampa, Florida. Nonostante non fossero stati i primi a realizzare il numero dell'uomo cannone, diventarono velocemente molto famosi per i loro numeri. Oltre a svolgere il numero dell'uomo cannone, i fratelli erano anche funamboli, acrobati, trapezisti e domatori. Nel corso della loro carriera lavorarono con diverse compagnie circensi ambulanti, inclusi i Ringling bros. e i Barnum & Bailey circus. I loro show facevano spesso riferimento allo show "The Greatest show on Earth" e si reputava che fosse destinato a diventare di fama internazionale.
Entrambi i fratelli hanno svolto un ruolo significativo nello spettacolo. Hugo, il più giovane dei due fratelli, era soprannominato Human Cannonball, ha attivamente partecipato all'atto con più regolarità di suo fratello. Edmondo era la mente dietro l'atto. Aveva studiato ingegneria meccanica e ha lavorato instancabilmente per perfezionare il cannone e proteggere coloro che lo utilizzano. I calcoli sono stati fatti per garantire la sicurezza di quelle cose volanti. Il cannone doveva essere riaggiustato nel luogo dell'esibizione. Gran parte del test di calcolo consisteva di tentativi ed errori. La pressione dell'aria e la presenza di vento sono stati fattori che hanno attivato il proiettile del cannone. Anche se il cannone potrebbe essere regolato per giustificare questi fattori, non c'era alcun modo per garantire un volo sicuro. Sia Edmondo che Hugo hanno entrambi subito diversi infortuni nel corso degli anni. Edmondo si ruppe una gamba cinque volte a seguito dell'atto e aveva dovuto effettuare molti interventi chirurgici. Dopo il quinto infortunio, ha fatto richiesta per diventare il ragazzo che preme il pulsante mentre Hugo viene sparato fuori dal cannone. Hugo inoltre ha subito un infortunio alla schiena dopo aver mancato di poco la rete di atterraggio. Essere un uomo cannone è considerata la professione più pericolosa. Tuttavia, durante tutti i loro anni dello spettacolo, nessuno ha mai pienamente sbagliato nel prendere la rete. I fratelli Zacchini hanno fatto una grande quantità di denaro durante l'esecuzione di un tale atto pericoloso ma emozionante nei loro spettacoli. Uno dei loro guadagni segnalati per uno spettacolo è stato di 30 $ al secondo.
Quando gli Stati Uniti parteciparono alla seconda guerra mondiale molti degli Zacchini furono chiamati alle armi mentre altri si proposero come volontari per partecipare alle opere belliche.
Nessuno dei fratelli poteva immaginare un mondo senza l'uomo cannone. Edmondo ed Hugo tornarono a casa e chiesero alle donne della famiglia di continuare il loro lavoro. Le donne iniziarono ad allenarsi nel loro giardino e continuarono a svolgere il numero dell'uomo cannone che rese così famosi i Fratelli Zacchini. Dopo la guerra la famiglia Zacchini si divise e presero parte a diversi show.
Nel 1975 i fratelli entrarono nella International Circus Hall of Fame.